# Aeropuerto de Les Saintes
El Aeropuerto de Les Saintes o el Aeródromo de Terre-de-Haut (en francés: Aérodrome de Terre-de-Haut) (IATA: LSS, ICAO: TFFS) es el nombre que recibe un aeropuerto que sirve al archipiélago de Îles des Saintes o Les Saintes, un territorio francés en las Antillas administrado desde  Guadalupe. Se encuentra en el centro de la isla de Terre-de-Haut. 
El aeropuerto fue construido a una altitud de 42 pies ( 13 m) sobre el nivel medio del mar. Cuenta con una pista pavimentada designada 9.27 que mide 544 m × 15 m ( 1.785 pies x 49 pies). Si bien es necesario un respaldo especial , esta pista es mucho más fácil de usar  que el aeropuerto Gustaf III (Aeropuerto de San Bartolomé) también en las Antillas Francesas.